# Baranya vármegye turisztikai látnivalóinak listája

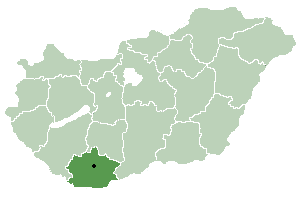
Baranya vármegye

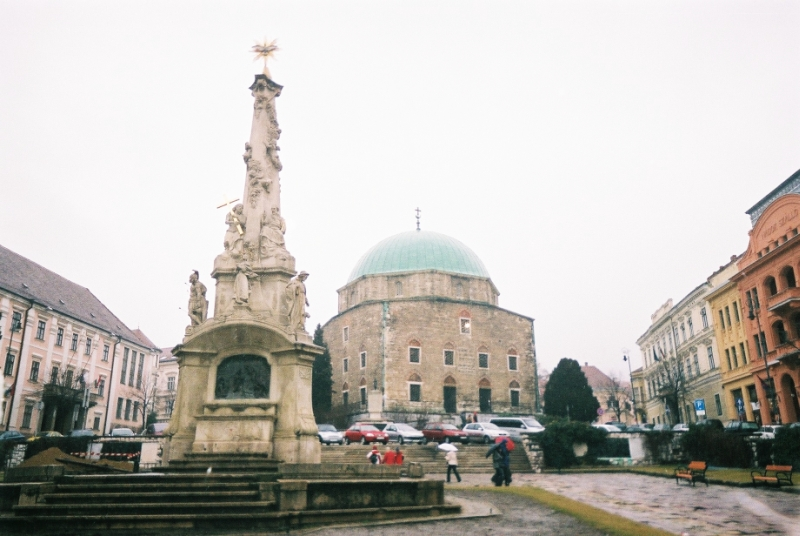
A pécsi Széchenyi tér a Dzsámival

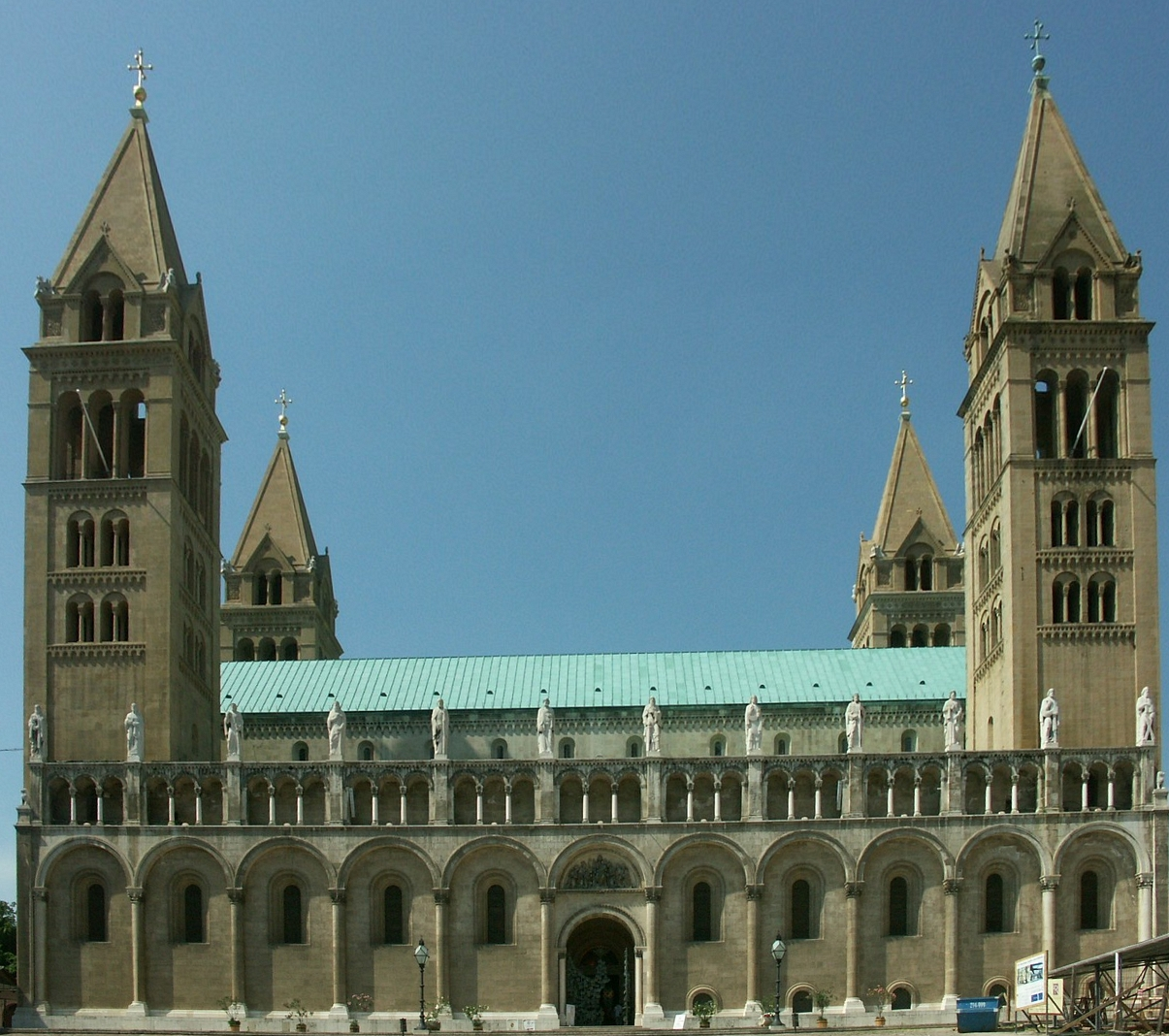
Pécsi székesegyház

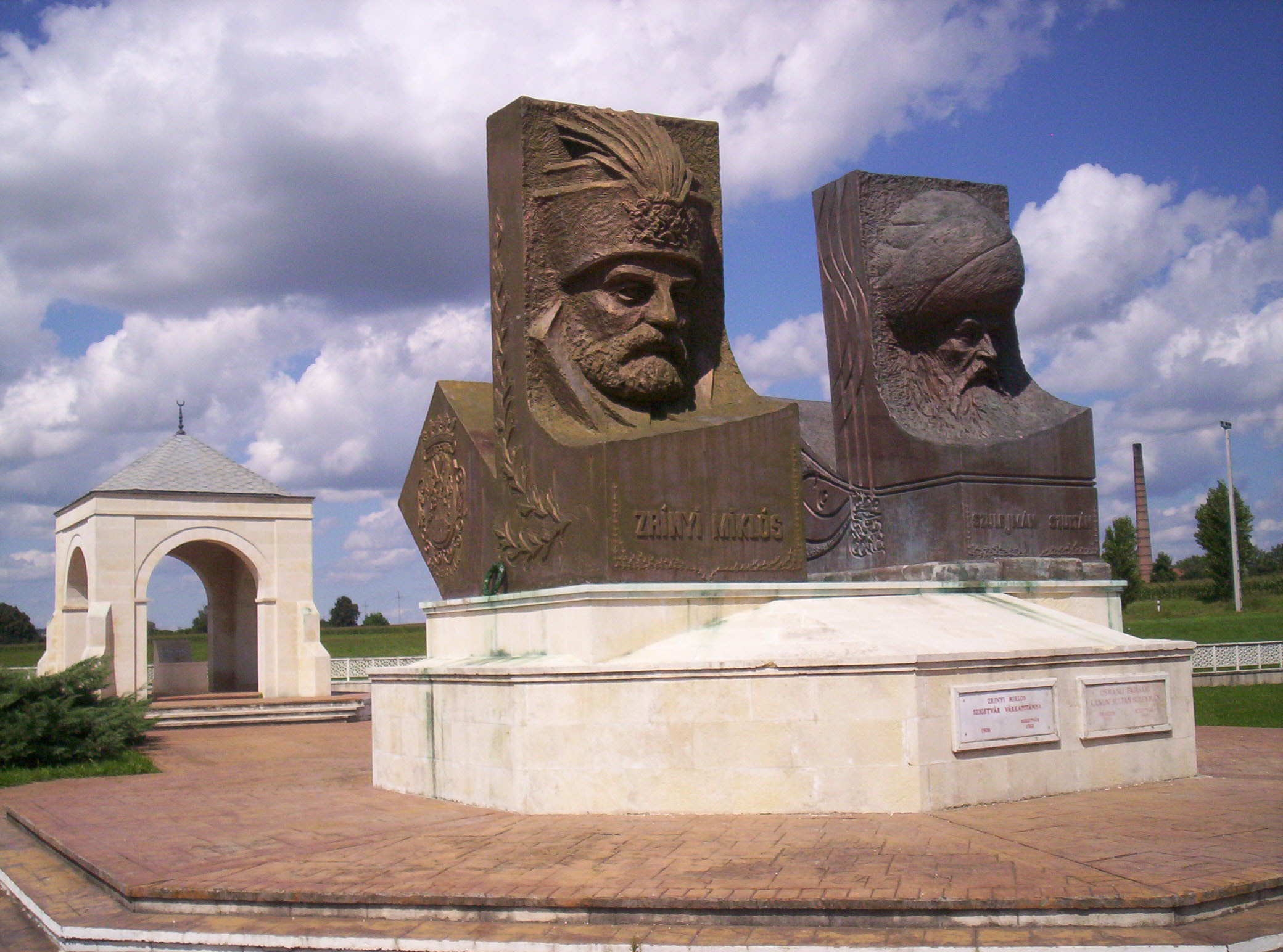
Magyar–Török Barátság Park, Szigetvár

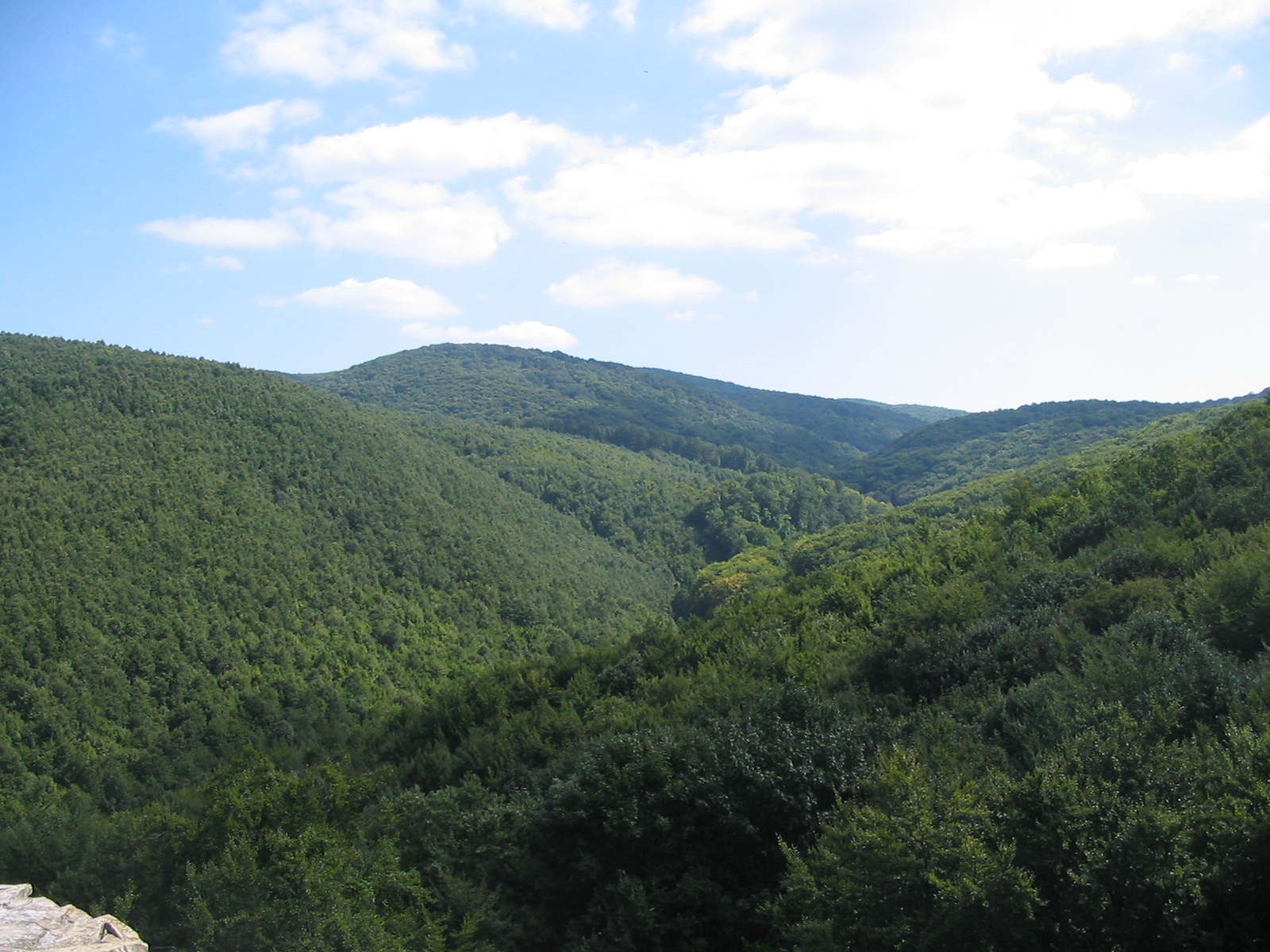
Mecseki tájkép Kisújbánya közelében

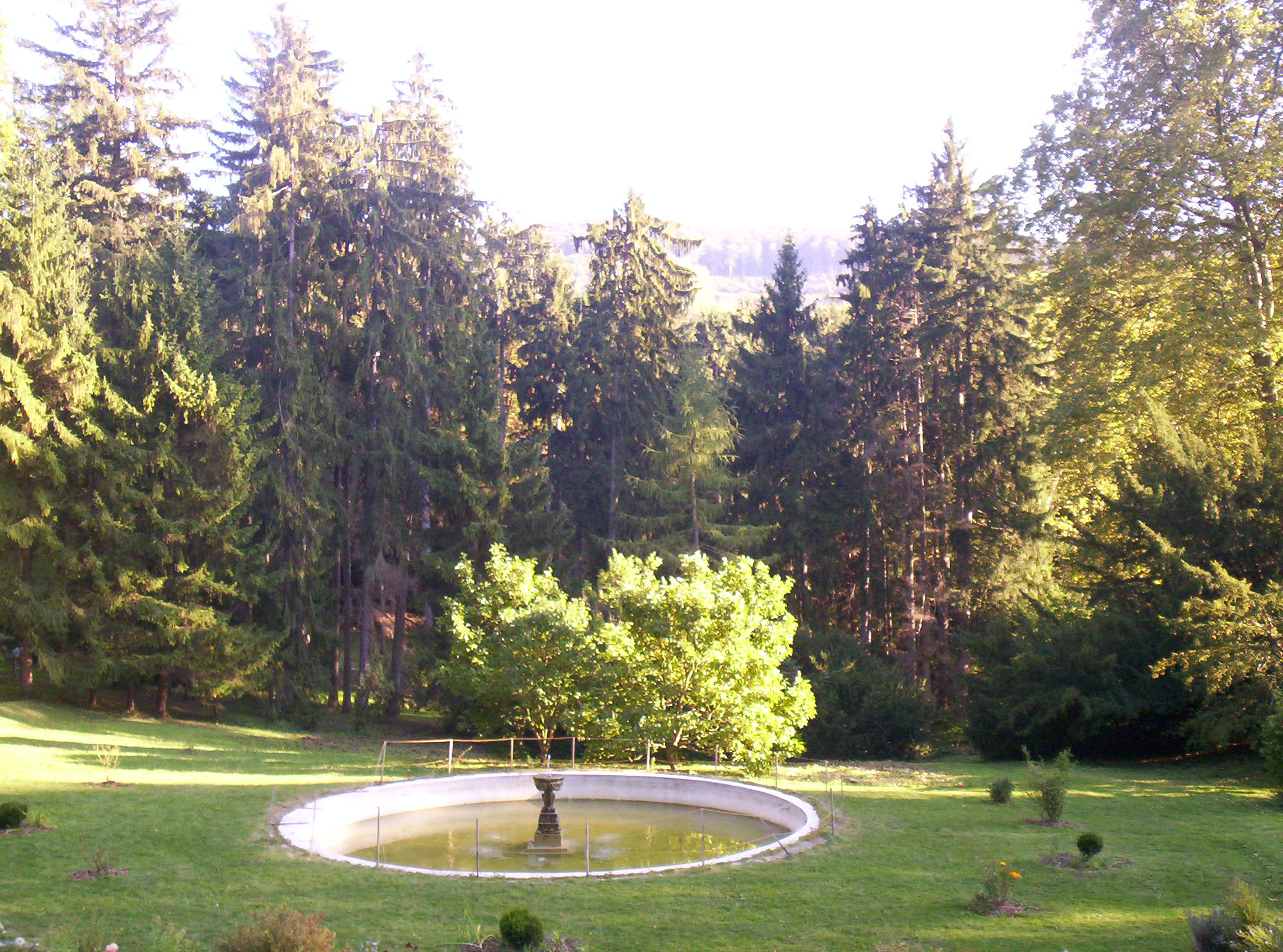
A püspökszentlászlói arborétum

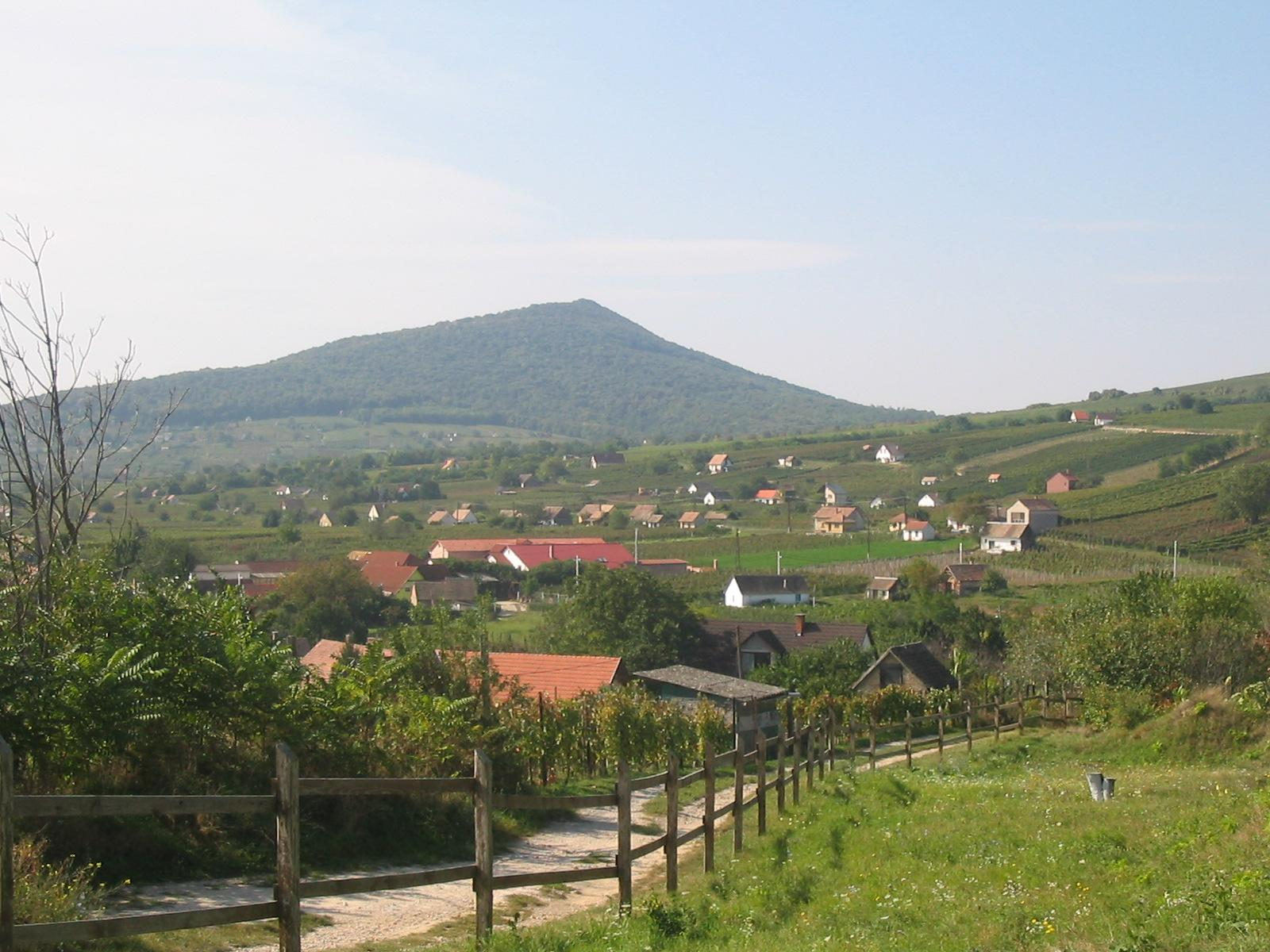
Villány, háttérben a Szársomlyó-heggyel

Ez a lista Baranya vármegye ismert turisztikai látnivalóit tartalmazza (műemlékek, természeti értékek, programok).
Lásd még:
- Baranya vármegyei múzeumok listája
- Baranya vármegye védett természeti értékeinek listája

## Pécs
- Történelmi városrész
- Széchenyi tér
  - Gázi Kászim pasa dzsámija (a „Dzsámi”)
  - Hunyadi-szobor
  - Zsolnay-kút
- Pécsi székesegyház
- Pécsi ókeresztény sírkamrák (a világörökség része)
- Háromkaréjos templom (4. század)
- Pécsi vár
- Jakováli Hasszán dzsámija
- Idrisz Baba türbéje
- Pécsi Barbakán
- Pécsi püspöki palota
- Pécsi zsinagóga
- Pécsi Nemzeti Színház
- Szerelmesek lakatjai
- Vasváry-villa (MTA Székház)
- Hungaricum Ház
- Pécsi tévétorony (kilátó)
- Pintér-kert
- Pécsi Állatkert
- Tettyei romok

## Szigetvár
- Zrínyi tér (városközpont)
- Szigetvári vár
- Magyar–Török Barátság Park

## Más települések
- Abaliget
  - Abaligeti cseppkőbarlang
  - Abaligeti-tó
- Cserkút – Árpád-kori templom 14. századi freskókkal
- Görcsöny - kastélypark, Faludi Ferenc, Ady Endre szobra, Unicum tér, Vilmos tér, Szent Hubertusz tér
- Gyűrűfű – ökofalu[1]
- Hosszúhetény
  - Katolikus templom
  - Kisújbánya – Kelet-mecseki Tájvédelmi Körzet
  - Püspökszentlászló – püspöki nyaraló és arborétum
- Magyaregregy – Márévár
- Mohács – Történelmi emlékhely, szoborpark
- Nagyharsány – Szársomlyói szoborpark és természetvédelmi terület
- Orfű – Orfűi-tavak, Malommúzeum
- Pécsvárad
  - vár
  - Dombay-tó
- Siklós
  - Siklósi vár és katolikus templom
  - Malkocs bég dzsámija
- Szászvár – frissen felújított Püspöki Várkastély
- Villány
  - Templom-hegyi kőbánya (őslények)
  - Borospincék (Villányi borfesztivál)
- Zengővárkony
  - szelídgesztenyés
  - Rockenbauer Pál sírja

## Turisztikai programok
A vármegye turisztikai szempontból jelentős, rendszeresen ismétlődő eseményei:
Tavasz
- Talicskaolimpia

Nyár
- Pécsi Szabadtéri Játékok
- Pécsi Országos Színházi Találkozó évente - a keretében Pécsi Nemzetközi Felnőttbábfesztivál háromévente

Ősz:
- Október első hétvégéje: Villányi borfesztivál
- Október 18. (vagy a legközelebb eső hétvége): Pécsváradi leányvásár (hagyományőrző és néptáncegyüttesek országos találkozója)

Lásd még:
- Baranya vármegyei kulturális programok listája